# 3-D Ultra Pinball : Le Grand Huit
3-D Ultra Pinball : Le Grand Huit (3-D Ultra Pinball: Thrillride) est un jeu vidéo de flipper développé par Dynamix et édité par Sierra On-Line, sorti en 2000 sur Windows, Mac et Game Boy Color.

## Accueil
- GameSpot : 6,3/10 (PC)[1]
- IGN : 5/10 (GBC)[2]